# Уайт, Джон (художник и мореплаватель)

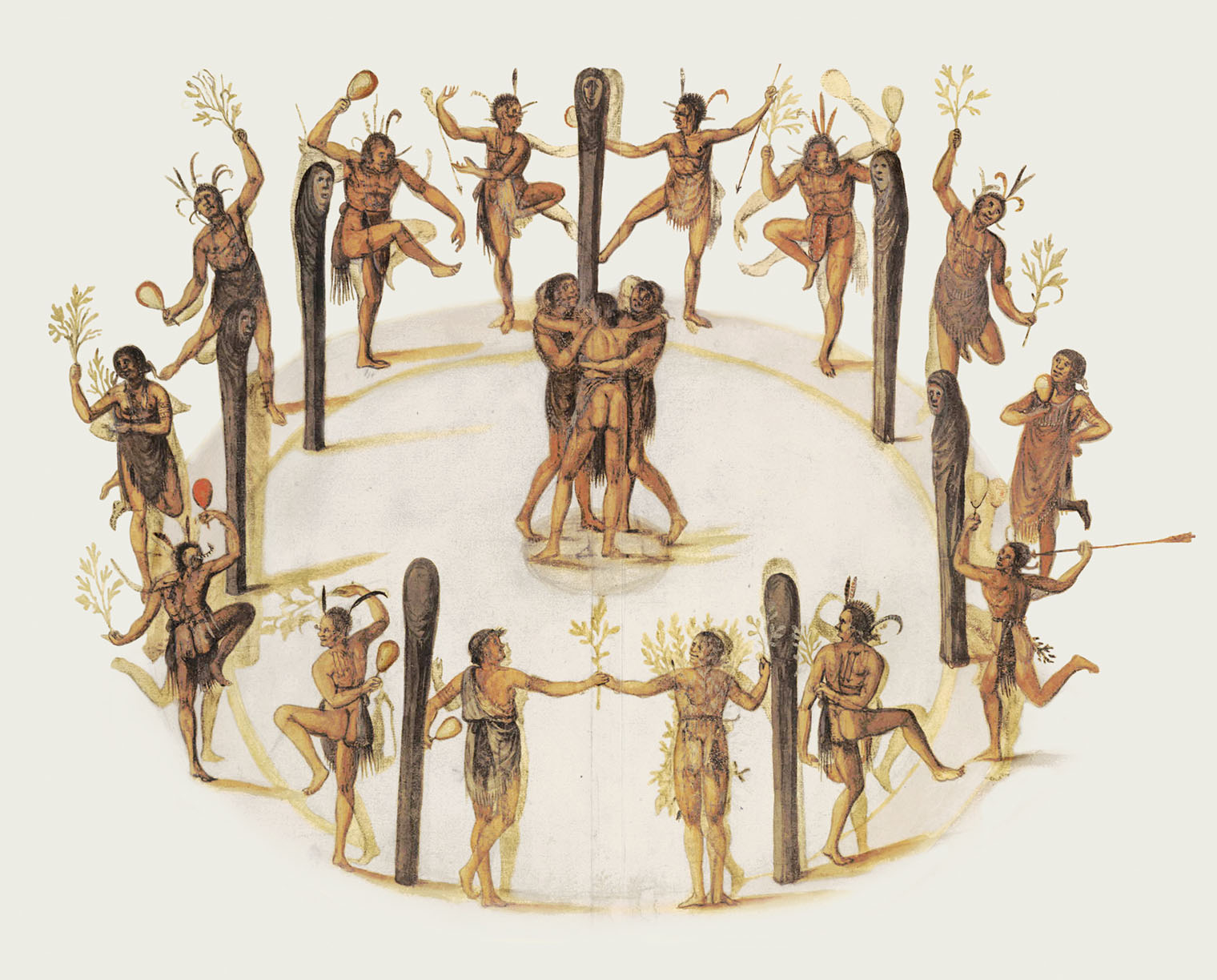
Индейцы-повхатаны с острова Роанок. Рисунок Дж. Уайта.

Джон Уа́йт (англ. John White; ок. 1540, Англия — ок. 1593, Европа) — английский художник и мореплаватель, друг Уолтера Рэли.
Один из первых английских колонистов, в 1585 году в составе экспедиции Ричарда Гренвилла отправившихся в Северную Каролину. Некоторое время был губернатором острова Роанок, после чего вернулся в Англию. Вновь прибыв в колонию в 1590 году, обнаружил её опустевшей. Бесследно исчезло всё население колонии, включая первого рождённого в Северной Америке английского ребёнка Вирджинию Дэйр — внучку Уайта.
Последние годы провёл в Англии и Ирландии.
Проживая на острове Роанок, выполнил многочисленные акварельные зарисовки местной природы и роанокских индейцев, исчезнувших вскоре после встречи с белыми. По данной причине рисунки представляют собой ценнейший этнографический материал по доколумбовой культуре Северной Америки. Позднее по данным рисункам Теодор де Бри выполнил гравюры, получившие широкую известность. При этом де Бри по своему усмотрению вносил изменения в рисунки, не только меняя позы и композиции, но и придавая индейцам европейские черты лица.
Все сохранившиеся рисунки Уайта в настоящее время экспонируются в Британском музее.